# Truth or Consequences (New Mexico)
Truth or Consequences is een plaats (city) in de Amerikaanse staat New Mexico, en valt bestuurlijk gezien onder Sierra County.

## Demografie
Bij de volkstelling in 2000 werd het aantal inwoners vastgesteld op 7289.
In 2006 is het aantal inwoners door het United States Census Bureau geschat op 6915, een daling van 374 (-5.1%).

## Geografie
Volgens het United States Census Bureau beslaat de plaats een oppervlakte van
33,1 km², waarvan 32,8 km² land en 0,3 km² water. Ze ligt aan de Rio Grande, enkele kilometers ten zuiden van het stuwmeer Elephant Butte Reservoir.

## Herkomst van de naam
Oorspronkelijk heette de plaats Hot Springs, vanwege zijn warme minerale bronnen. Op 31 maart 1950 werd de naam veranderd in Truth or Consequences. Dat was de naam van een populair radioquizprogramma gepresenteerd door Ralph Edwards. Om de tiende verjaardag van zijn programma te vieren had hij het idee gelanceerd dat een plaats in de Verenigde Staten zichzelf zou ombenoemen tot "Truth or Consequences". De bewoners van Hot Springs stemden voor de naamsverandering en Ralph Edwards kwam erheen om zijn quizprogramma live uit te zenden.

## Plaatsen in de nabije omgeving
De onderstaande figuur toont nabijgelegen plaatsen in een straal van 56 km rond Truth or Consequences.